# San Salvador de Valdediós

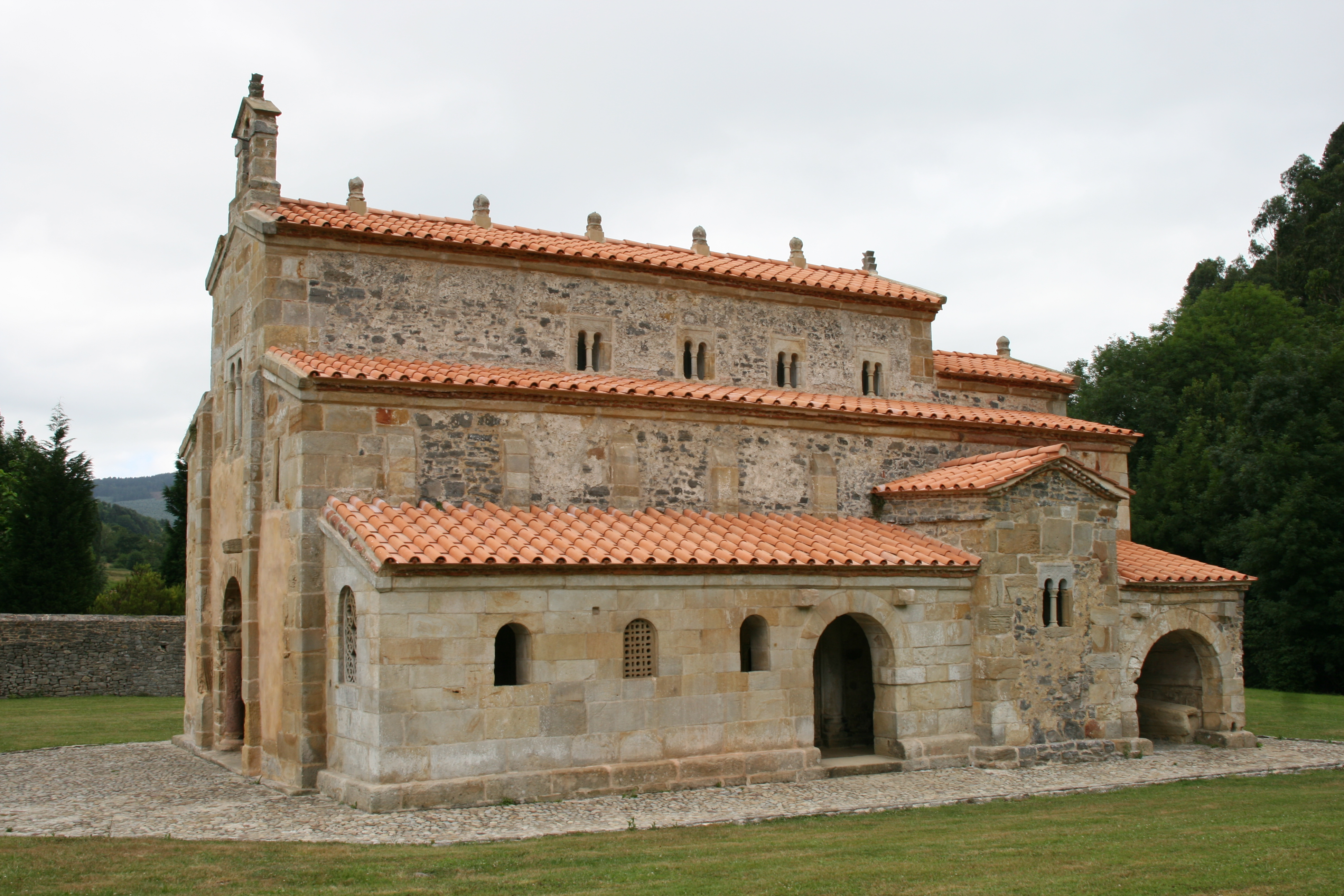
Kirche San Salvador

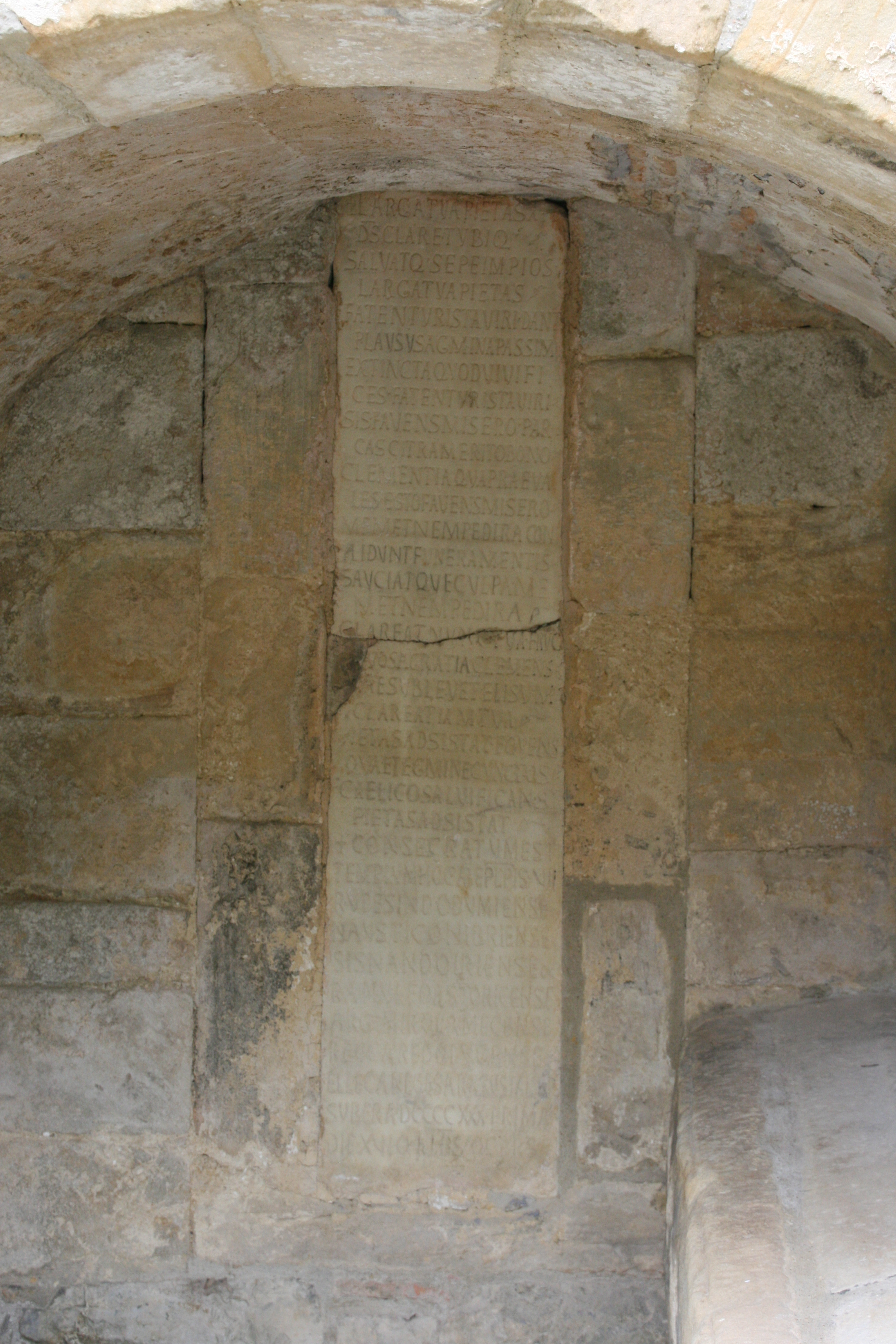
Stein mit Weihinschrift

Die Kirche San Salvador de Valdediós (Erlöserkirche) ist ein präromanischer Kirchenbau des asturischen Stils, der gegen Ende des 9. Jahrhunderts errichtet wurde. Die Kirche gehört zur Gemeinde (concejo) Villaviciosa und liegt circa 40 Kilometer von Oviedo entfernt, der Hauptstadt der Autonomen Gemeinschaft Asturien im Nordwesten Spaniens. Neben der Kirche befindet sich das Zisterzienserkloster Valdediós mit seiner Marienkirche aus dem 13. Jahrhundert. Im Jahr 1931 wurde die Kirche San Salvador zum Monumento Histórico-Artístico (seit 1985 Bien de Interés Cultural) erklärt.

## Geschichte
San Salvador de Valdediós, auch El Conventín (das kleine Kloster) genannt, und gehörte vermutlich zu einer Palastanlage, die der asturische König Alfons III. (848–910) hatte errichten lassen und in die er sich zurückzog, nachdem er von seinen Söhnen abgesetzt worden war. Das Jahr des Baubeginns der Kirche ist zwar nicht belegt, aber das Jahr 893 gilt als Datum der Weihe. Auf einem Marmorstein ist das Jahr 931 eingraviert, das sich auf die Zeitrechnung im damaligen Spanien bezieht, die spanische Ära, die 38 Jahre vor Christi Geburt einsetzt. Auf diesem Stein sind auch die Namen der sieben Bischöfe eingemeißelt, die an der Weihe teilnahmen: Rosendo, Bischof von Dume, Nausto, Bischof von Coimbra, Sisnando, Bischof von Iria Flavia, Ranulfo, Bischof von Astorga, Argimiro, Bischof von Lamego, Recaredo, Bischof von Lugo, Elleca, Bischof von Saragossa.
Im Jahr 1954 fanden unter Leitung des Architekten Luis Menéndez-Pidal y Álvarez Renovierungsarbeiten statt, die 1970 fortgeführt wurden.

## Architektur

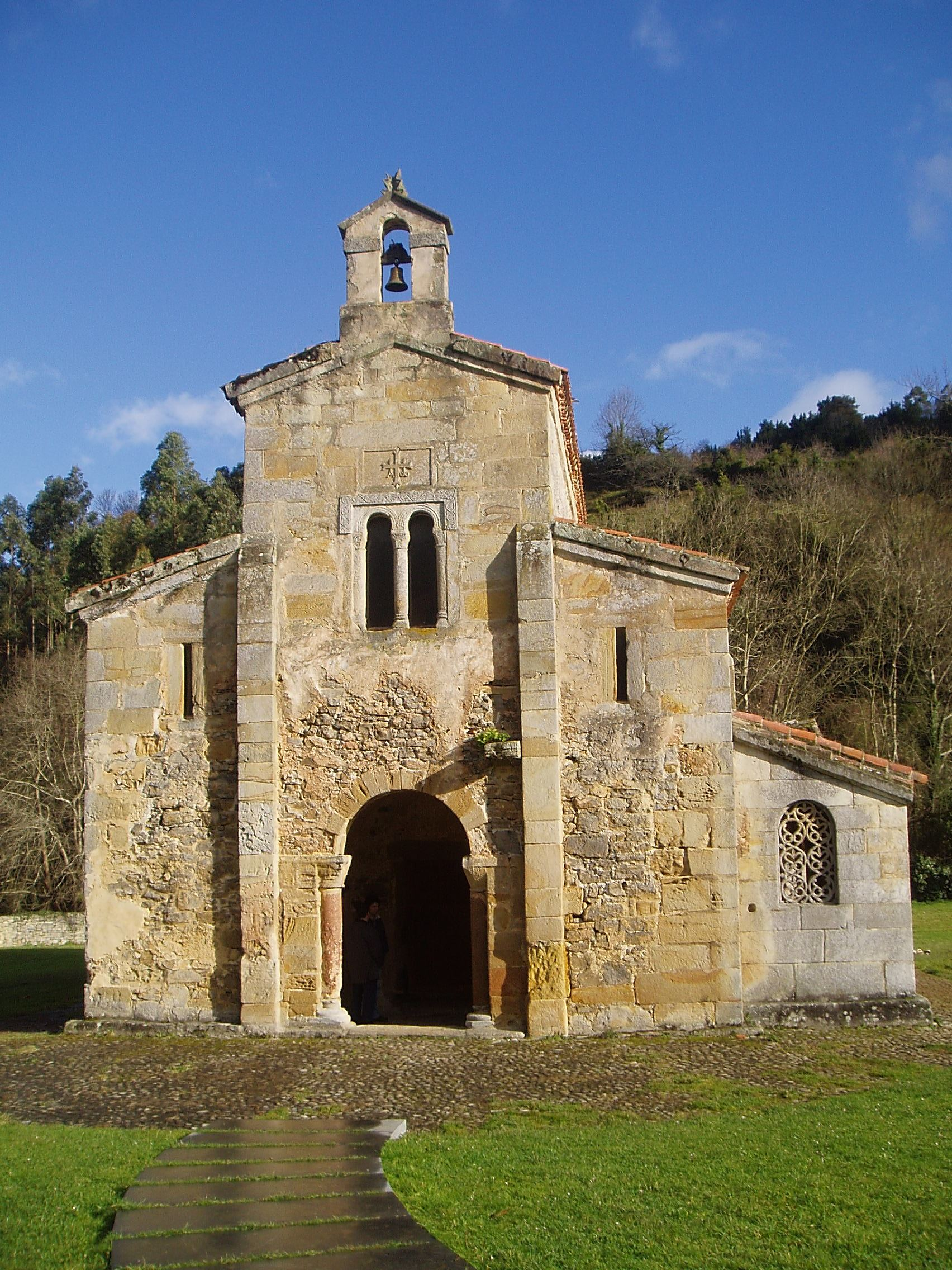
Westfassade

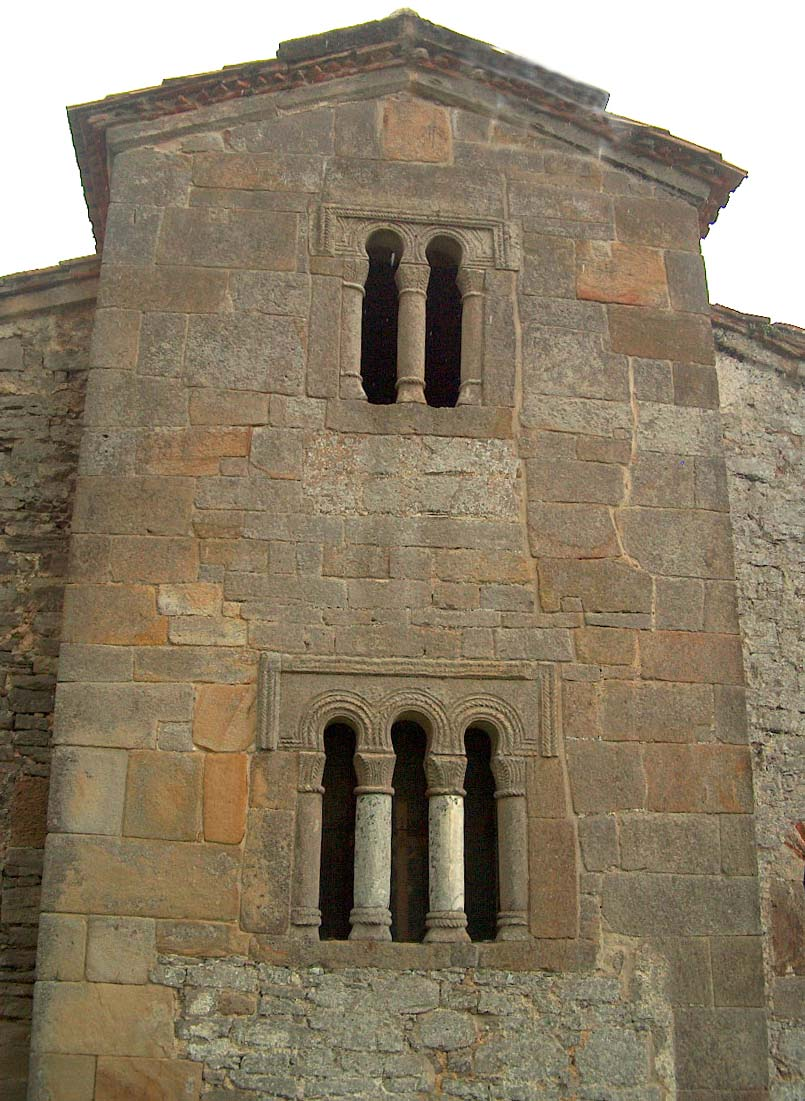
Ostfassade

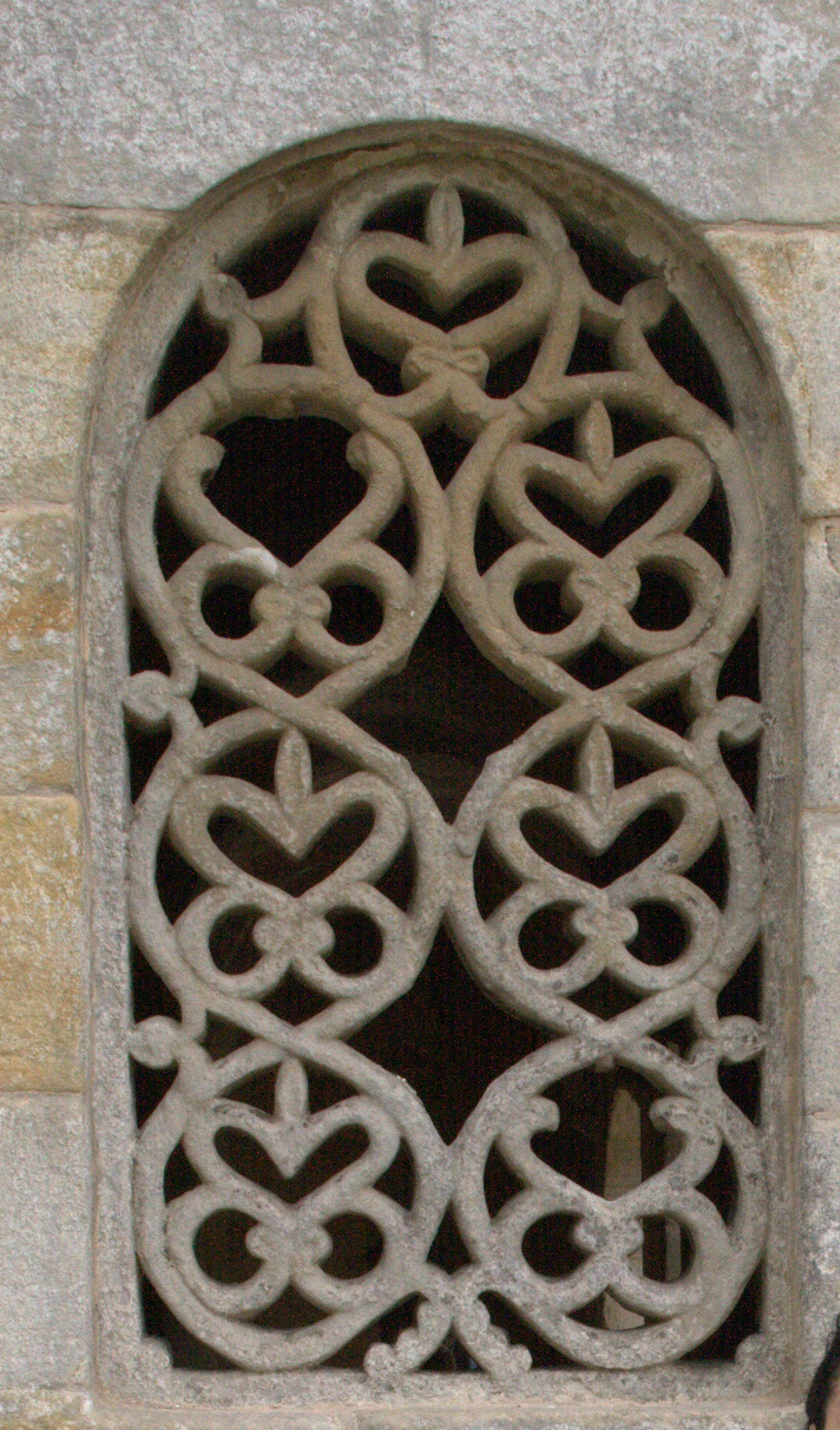
Transenna

Die Kirche ist eine dreischiffige Pfeilerbasilika mit einem Tonnengewölbe und drei rechteckig geschlossenen Apsiden. Sie ist überwiegend aus mit Mörtel verfugten, groben Bruchsteinen errichtet, teilweise wurden auch regelmäßig behauene Quader verwendet. Das Äußere ist gegliedert durch Strebepfeiler, die an der Westfassade die innere Einteilung in Haupt- und Seitenschiffe widerspiegeln. Das Langhaus besitzt drei Zugänge, zwei im südlichen Seitenschiff und einen im Westen. Dort öffnet sich über einem Rundbogenportal, auf der Höhe der Empore, ein Zwillingsfenster mit kleinen Hufeisenbögen, die ein mit einem Blütenrankenornament verzierter Alfizrahmen umgibt. Darüber ist ein Siegeskreuz oder Tatzenkreuz dargestellt, an dessen Armen die griechischen Buchstaben Alpha und Omega hängen, Emblem des asturischen Königs Alfons III. Im Inneren ist zum Teil noch der originale Fußboden aus Opus signinum erhalten. Der offene Glockengiebel (espadaña) im Westen stammt aus späterer Zeit.
An der Ostfassade befinden sich zwei Fenster, ein Zwillingsfenster auf Emporenhöhe und darunter ein Drillingsfenster. Beide haben hufeisenförmige Bögen, um die ein Alfizrahmen läuft. Die Bögen werden wie die Ringe der Säulenbasen von Taubändern markiert. An das südliche Seitenschiff schließt sich eine Vorhalle aus gelblichen Kalksteinquadern an, in der zwei der vier Rundbogenfenster ihre Steingitter bewahrt haben. Weder die Entstehungszeit noch die Nutzung dieser Vorhalle sind eindeutig geklärt.

## Wandmalereien
Bei Restaurierungsarbeiten wurden unter der barocken Übermalung Fresken aus vorromanischer Zeit entdeckt, auf denen geometrische Motive wie Achtecke und Rauten dargestellt sind. Über dem Zwillingsfenster an der Westwand werden drei Kreuze dargestellt, wobei das mittlere, an dessen Querarmen, wie auf dem Kreuzrelief an der Westfassade, die Buchstaben Alpha und Omega hängen, größer ist. Auf allen drei Kreuzarmen sind kleine Kelche zu sehen, aus denen Flammen lodern.

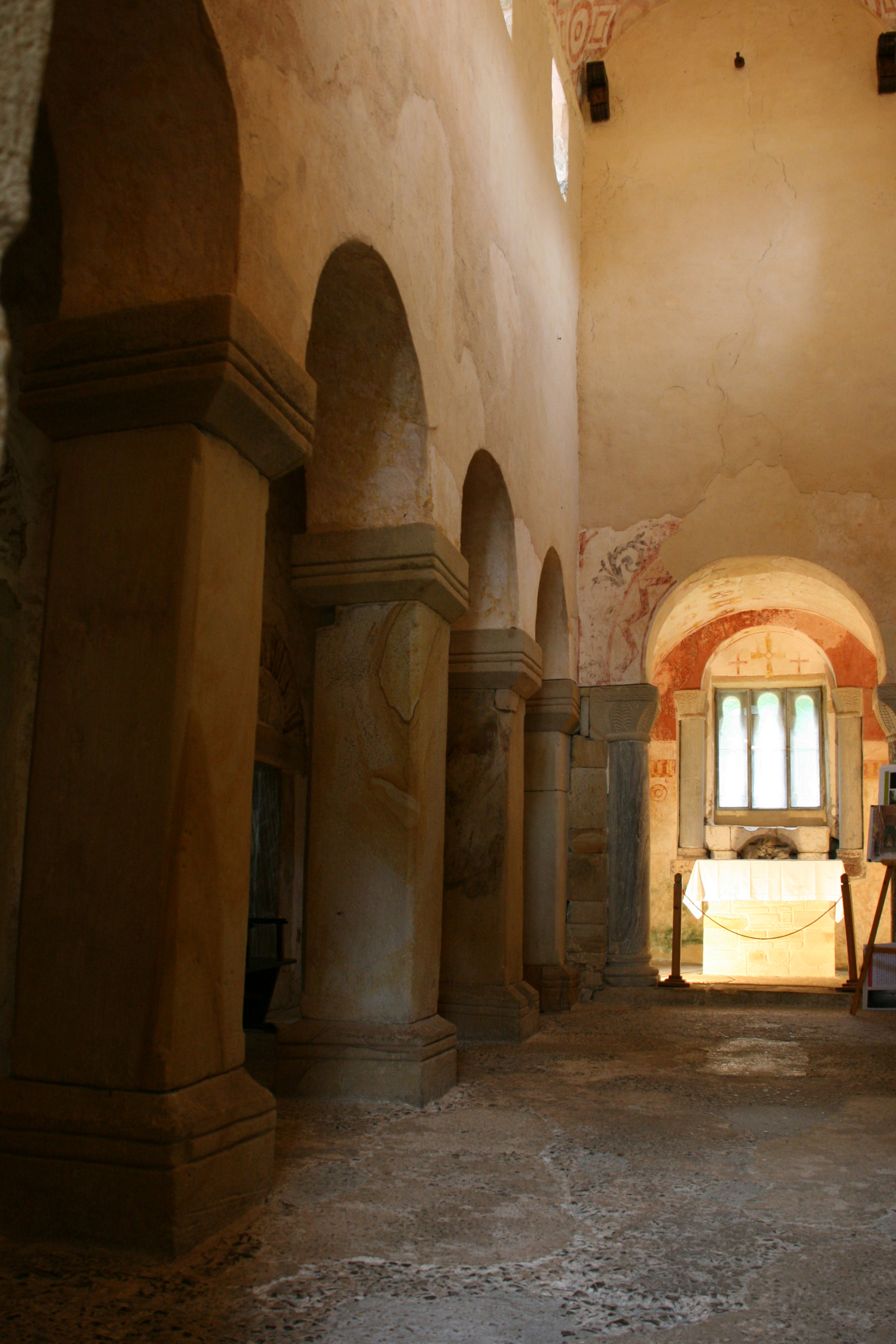
Innenraum mit Wandmalereien
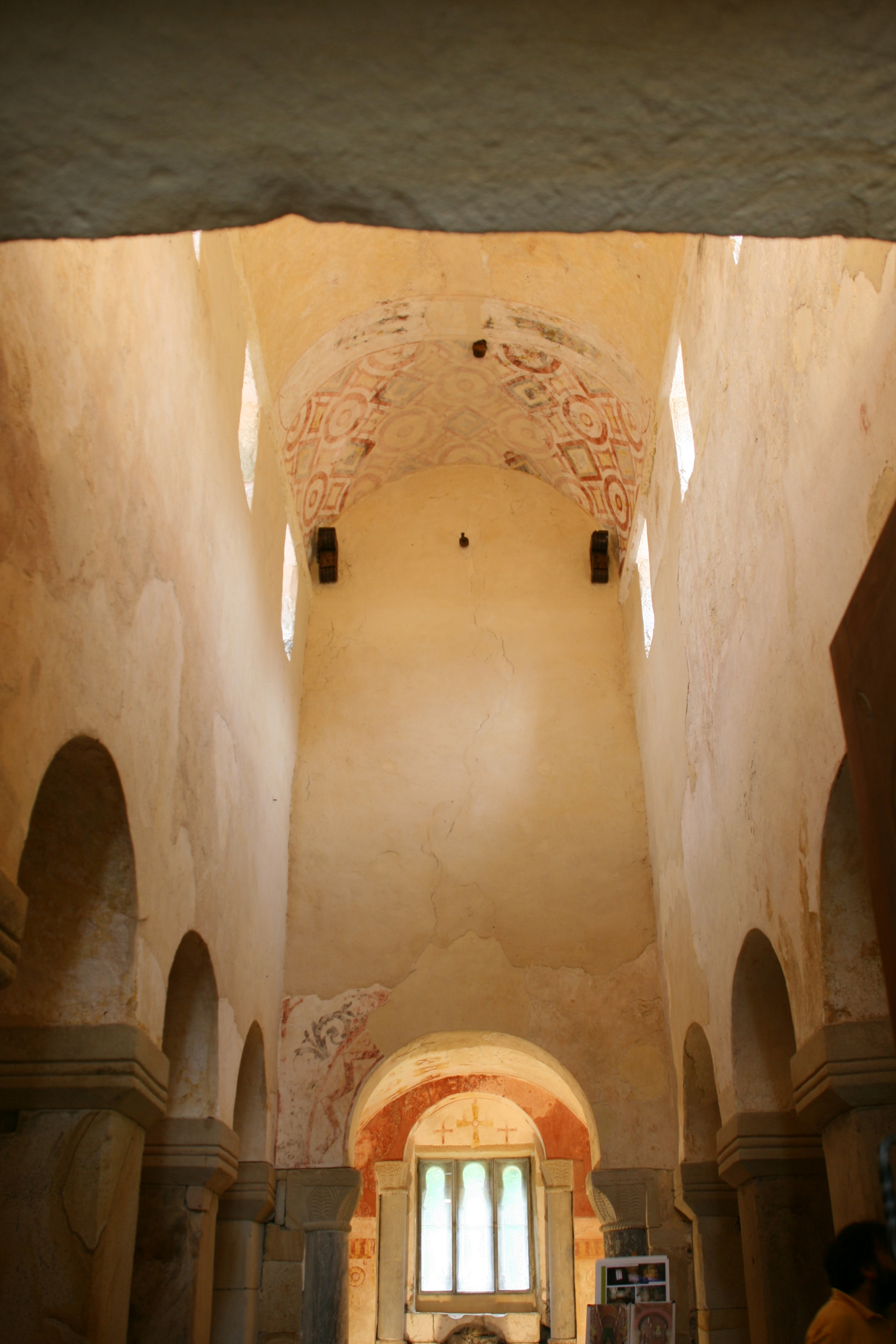
Innenraum mit Wandmalereien